# 穆里斯

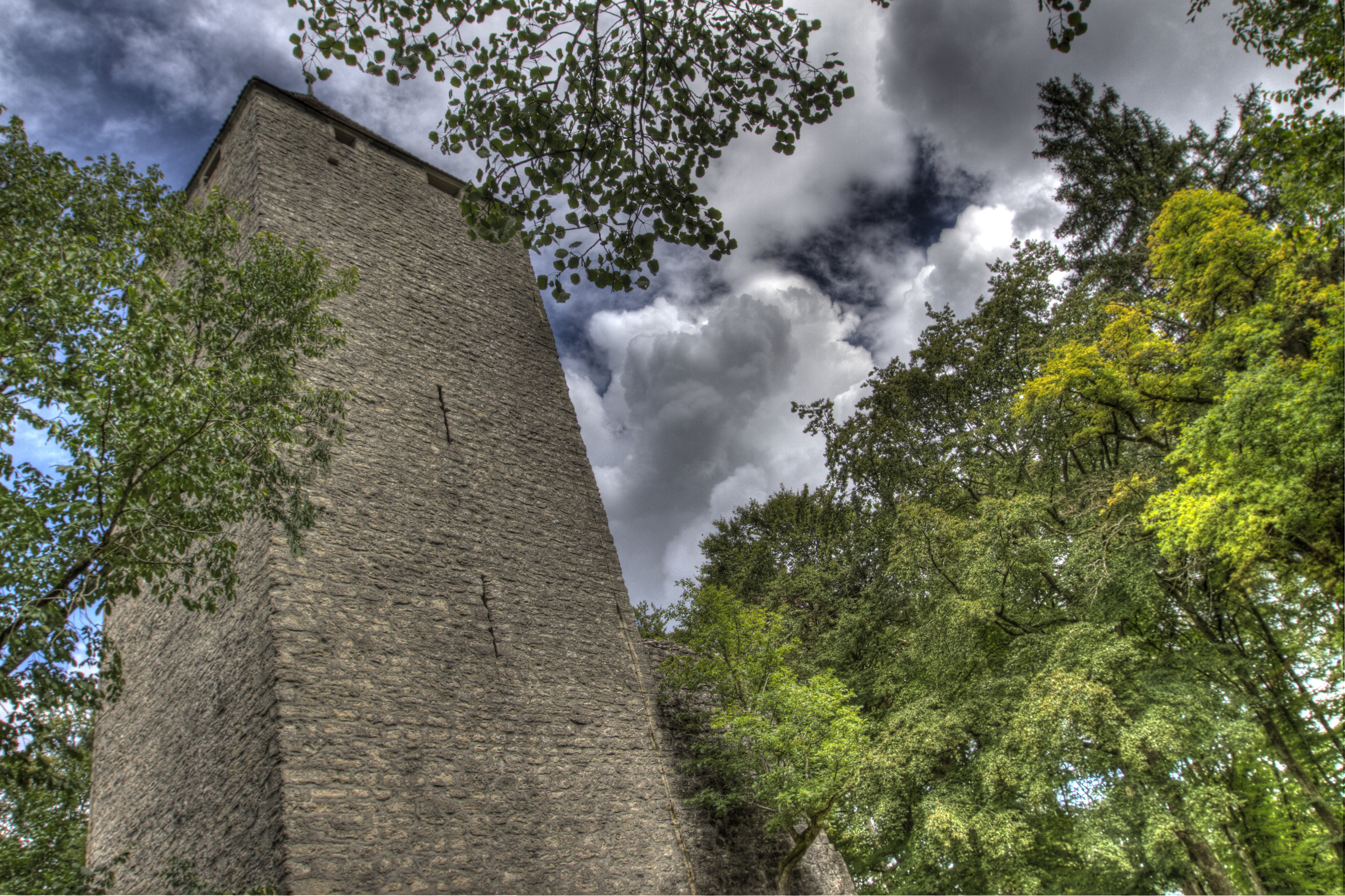

穆里斯是瑞士的城鎮，位於該國西部，由弗里堡州負責管轄，面積8.2平方公里，海拔高度662米，2011年人口584，七成人口信奉羅馬天主教，人口密度每平方公里71人。